# Verbundbergwerk Werra
Das Verbundbergwerk Werra ist ein deutsches Bergwerk zur Förderung von Kalisalz. Es entstand 1997 aus den Standorten Hattorf, Wintershall, Unterbreizbach und Merkers. Betreiber ist der internationale Bergbaukonzern Kali und Salz (kurz K+S), die auch das Kaliwerk Neuhof-Ellers betreibt.
Das Bergwerk befindet sich im Werra-Fulda-Kalirevier. Zum Bergwerk zählen die Schachtanlage Hera in Philippsthal, die Schachtanlage Herfa-Neurode in Heringen, die Schachtanlage Sünna (Schacht Unterbreizbach II) in Sünna, sowie die Untertagedeponie Herfa-Neurode. Gefördert werden jährlich etwa 21 Millionen Tonnen Rohsalz, aus denen 3,5 Millionen Tonnen Endprodukte entstehen. Es werden 4.400 Menschen beschäftigt, die zu etwa 85 % im Wartburgkreis und im Landkreis Hersfeld-Rotenburg leben.